# 变色牵牛
变色牵牛（学名：Ipomoea indica），又名锐叶牵牛，为旋花科番薯属的植物。分布在台湾岛、南美洲以及中国大陆的广州、广东等地，目前已由人工引种栽培。
种名indica意为印度的。